# Isaac Lifschütz
Isaac Lifschütz (* 15. März 1852 in Pinsk, Gouvernement Minsk, Russisches Kaiserreich, heute Belarus; † 6. Februar 1938 in Hamburg) war ein deutscher Chemiker und Entdecker des Eucerits, Grundlage einer der ersten Hautcremes überhaupt.

## Leben und Werk
Isaac Lifschütz war jüdischer Herkunft und studierte ab 1870 zunächst in der Schweiz und dann an der Universität Freiburg. Hier promovierte er 1884 mit einer Arbeit unter dem Titel Über die Einwirkung der konzentrierten Schwefelsäure auf Nitroantrachinone.
Seit 1885 arbeitete Lifschütz im Labor der Glycerin- und Lanolinfabrik Benno Jaffé & Darmstaedter in Berlin-Pankow. Ab 1896 kam es zu Veröffentlichungen zur Chemie des Wollfetts; so fanden Lifschütz und Ludwig Darmstädter den Carnaubylalkohol (C24H50O).
1898 schließlich isolierte Lifschütz das Eucerit aus Wollfett (Patent 1902). Insgesamt hielt Lifschütz 20 Patente.
Mit einem eigenen Unternehmen nicht erfolgreich genug, kam Lifschütz 1911 durch den Unternehmer Oscar Troplowitz und den Dermatologen Paul Gerson Unna zum Unternehmen Beiersdorf in Hamburg. Hier wurde Eucerit in der Form der „Wasser-in-Öl-Emulsion“ Eucerin zum Grundstoff für die Hautcreme Nivea und damit wesentlich für den Aufstieg von Beiersdorf.
Lifschütz’ formaler Einfluss im Unternehmen blieb begrenzt: 1920 wurde ihm ein Sitz im Aufsichtsrat verweigert, was jedoch offenbar durch großzügige Gehaltszahlungen kompensiert wurde. So soll Lifschütz 1930 mehr Gehalt bezogen haben als der gesamte Vorstand zusammen. Seit 1931 lebte Lifschütz im Ruhestand.
Isaac Lifschütz war seit 1887 mit seiner Frau Cäcilie († 1926) verheiratet, die so wie er ursprünglich aus Pinsk stammte. Beide waren konfessionslos und neigten dem Protestantismus zu. Neben den Töchtern Sophie († 1942) und Elisabeth war Isaac Lifschütz auch der Vater des Anwalts und Politikers Alexander Lifschütz.

## Veröffentlichungen
- Beiträge zur Kenntniss der Zusammensetzung des Wollfettes. In: Berichte der deutschen chemischen Gesellschaft. Band 28, Nr. 3, Oktober 1895, S. 3133–3135, doi:10.1002/cber.189502803155.
- Über die Oxydation des Cholesterins. (Oxycholesterine — Chollansäure). In: Hoppe-Seyler’s Zeitschrift für physiologische Chemie. Band 50, Nr. 4–5, Januar 1907, S. 436–439, doi:10.1515/bchm2.1907.50.4-5.436.